# Ferdinand Cheval

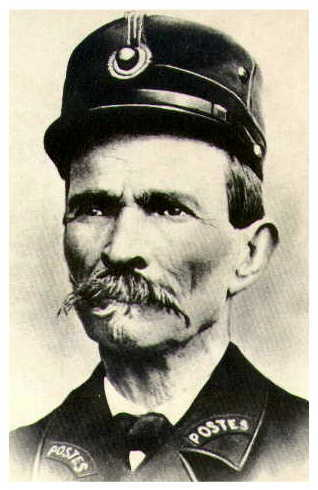
Ferdinand Cheval.

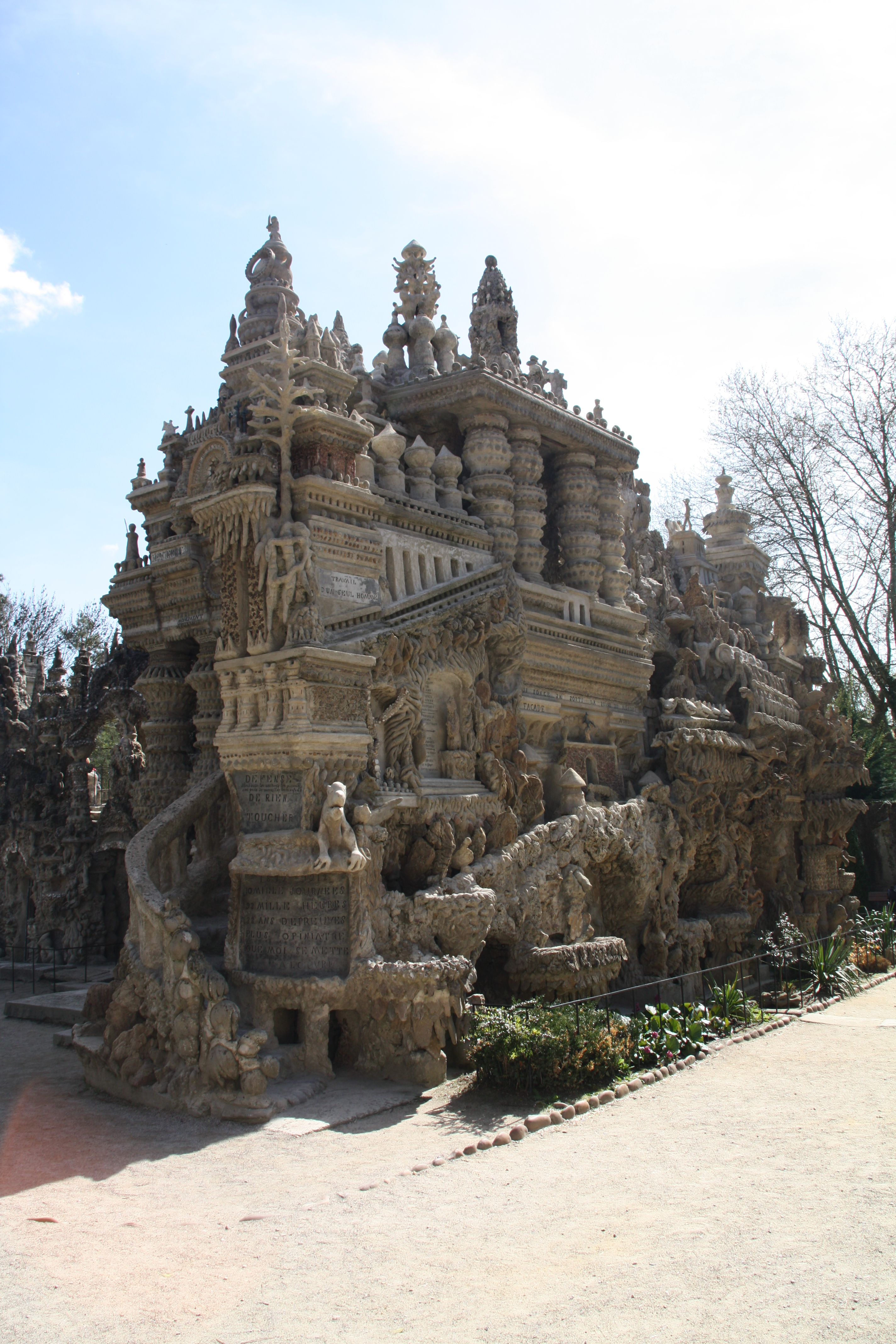
Palais idéal i Hauterives, Frankrike

Ferdinand Cheval, född 19 april 1836 i Charmes-sur-l'Herbasse, Drôme, död 19 augusti 1924 i Hauterives, Drôme, var en fransk brevbärare som byggde ett palais idéal, ett "idealpalats". Detta brukade tidigare framhållas som ett exempel på särlingskonst men numera anses palais idéal vara ett konstverk i sin egen rätt.

## Förverkligande och mottagande
Som lantbrevbärare utan utbildning i hantverket förverkligade Ferdinand Cheval sin stora dröm och byggde under flera årtionden i Hauterives sitt ytterst egensinniga idealpalats 1879-1912. Det påminner bland annat om orientalisk tempelarkitektur och var egentligen tänkt att tjäna som gravvård åt honom. Då ortens fullmäktige inte tillät detta, uppförde han därefter i en liknande stil en mindre gravvård på Hautrives kyrkogård (1914–22).
Brevbäraren Chevals byggnadsverk sågs som rena rama dårskapen, särskilt i arkitektkretsar. Det uppskattades däremot mycket av företrädare för surrealismen. André Breton ägnade till exempel Cheval en hyllningsdikt. Senare refererade även den österrikiske särlingen inom arkitekturen Friedensreich Hundertwasser till Cheval i sitt mögelbildningsmanifest. År 1969 blev verket k-märkt på initiativ av dåvarande franske kulturministern André Malraux.
År 2018 filmatiserades Ferdinand Chevals liv och verk med Jacques Gamblin i huvudrollen. Filmen heter Brevbäraren som byggde ett palats.

## Bildgalleri

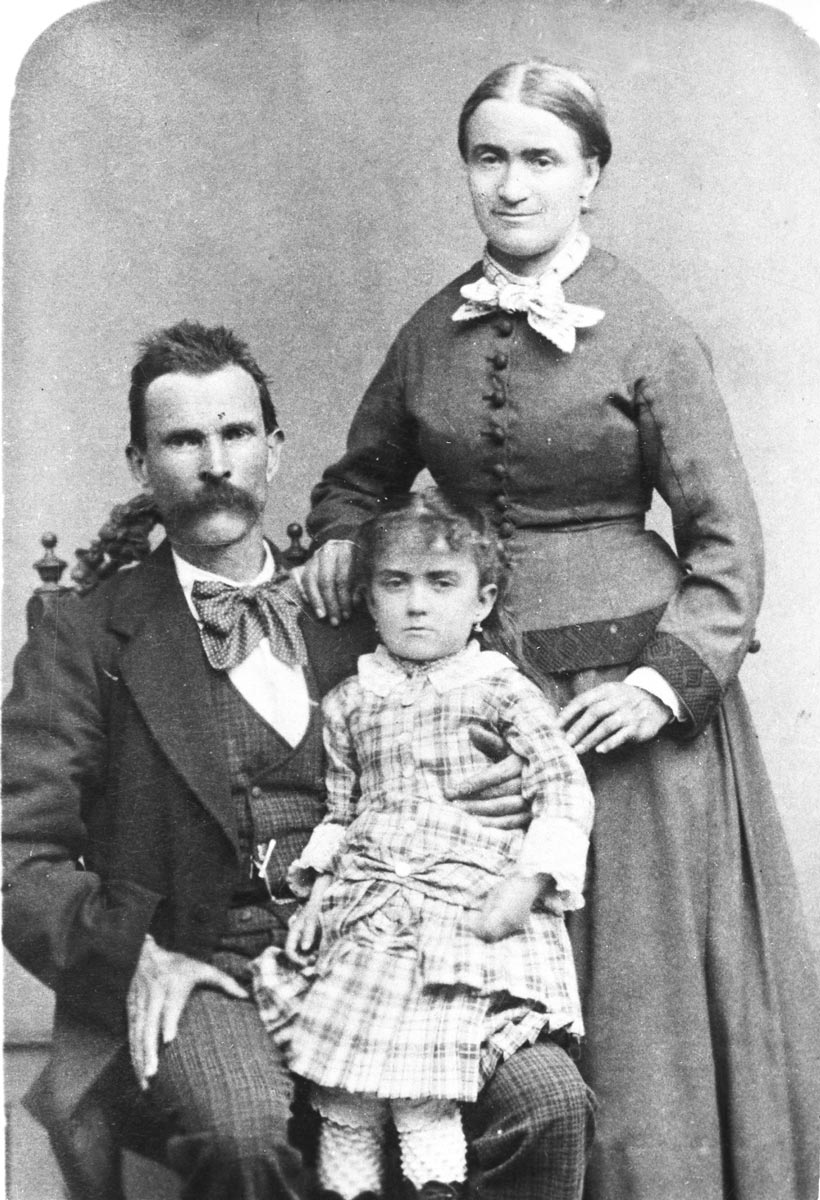
Ferdinand Cheval med sin familj ca 1885.
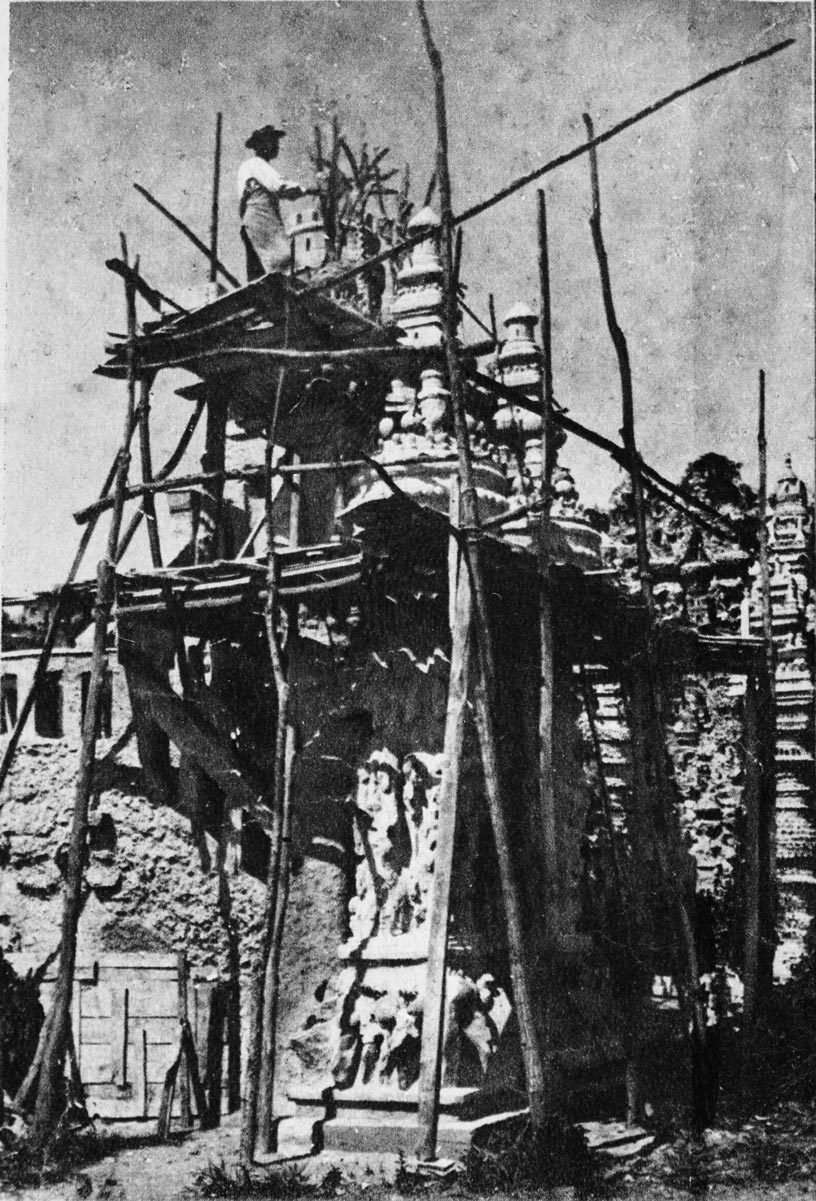
Ferdinand Cheval i full kreativitet 1890.
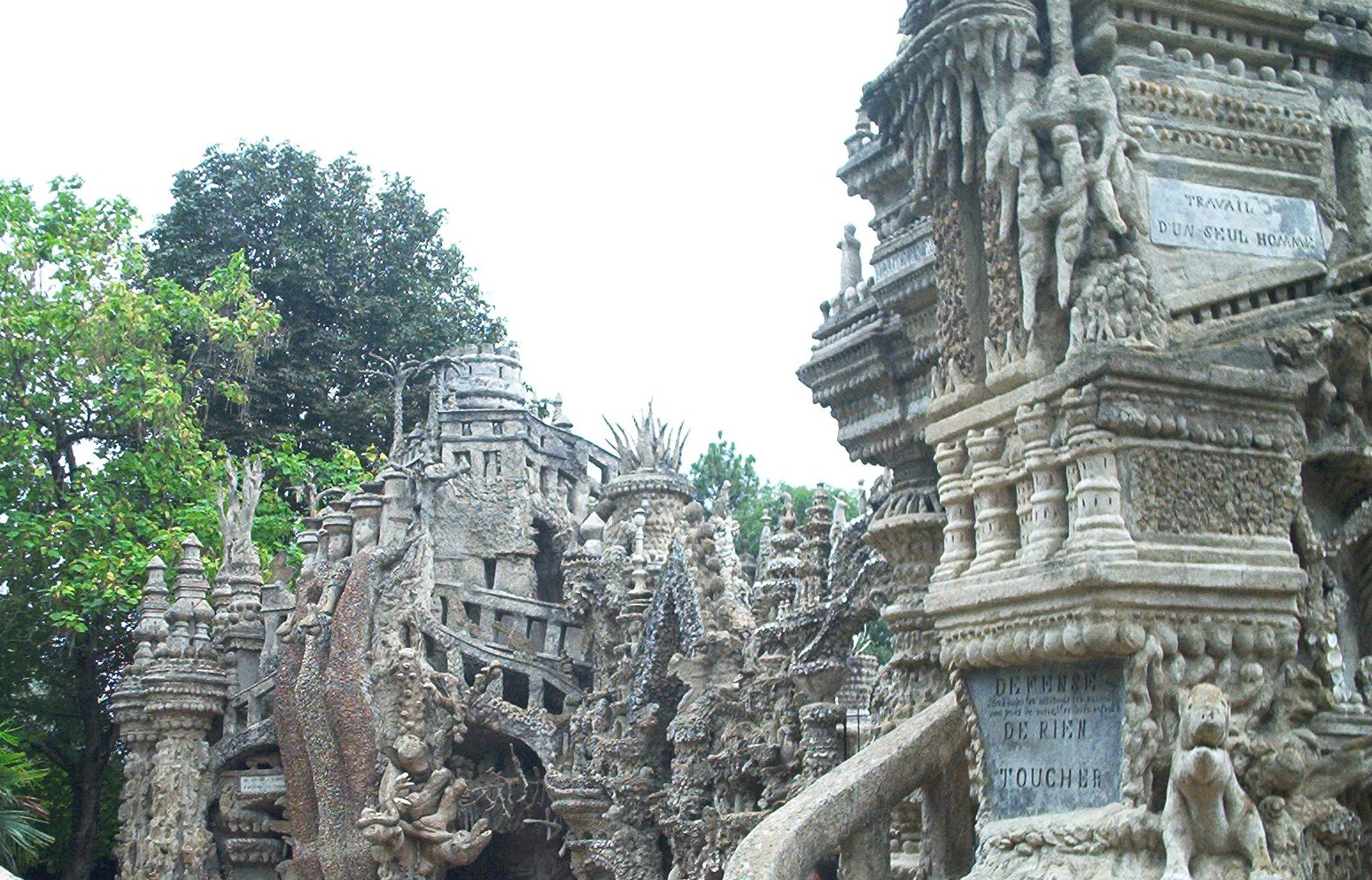
Östra fasaden
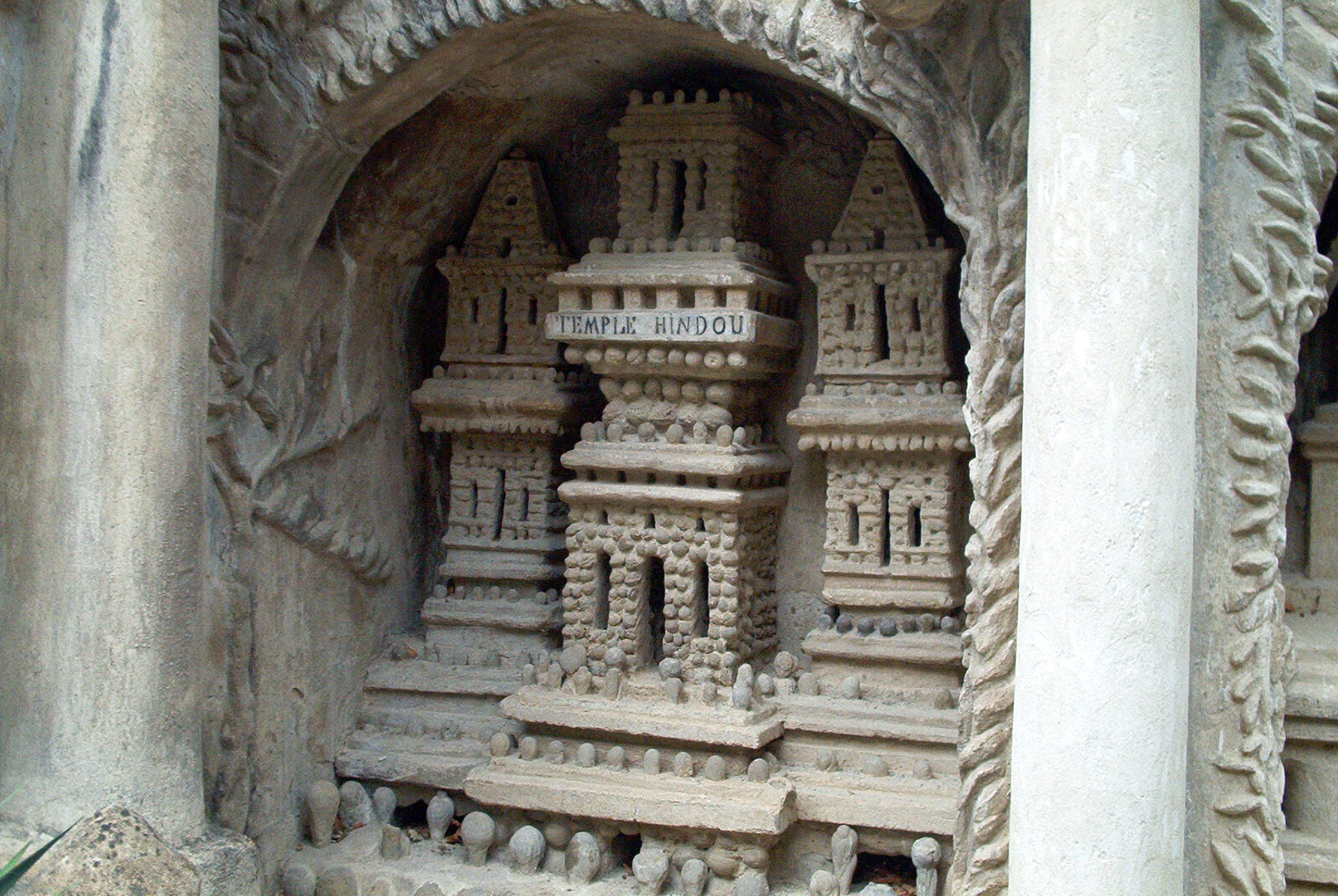
Hinduisk helgedom
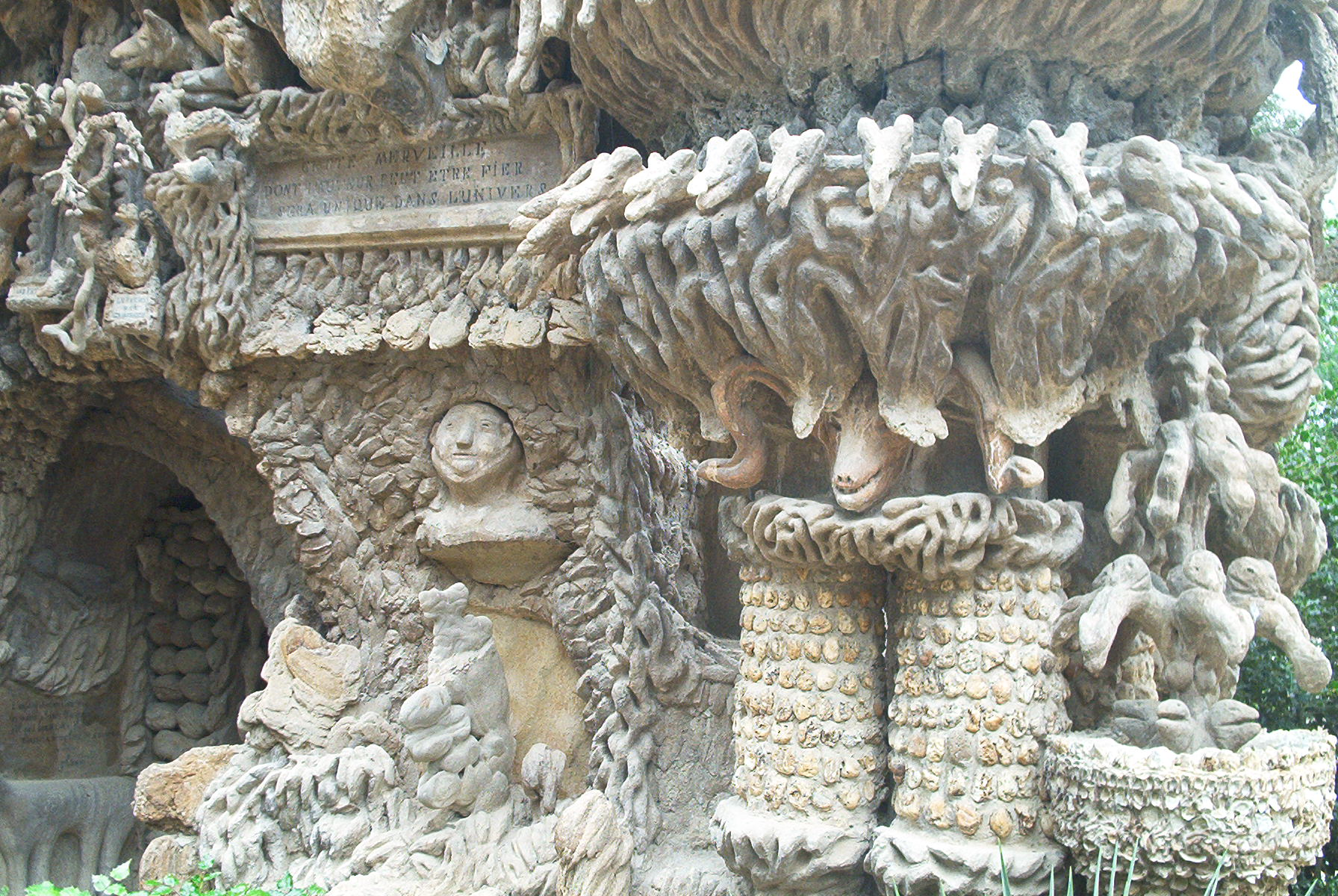
Detalj, norra fasaden
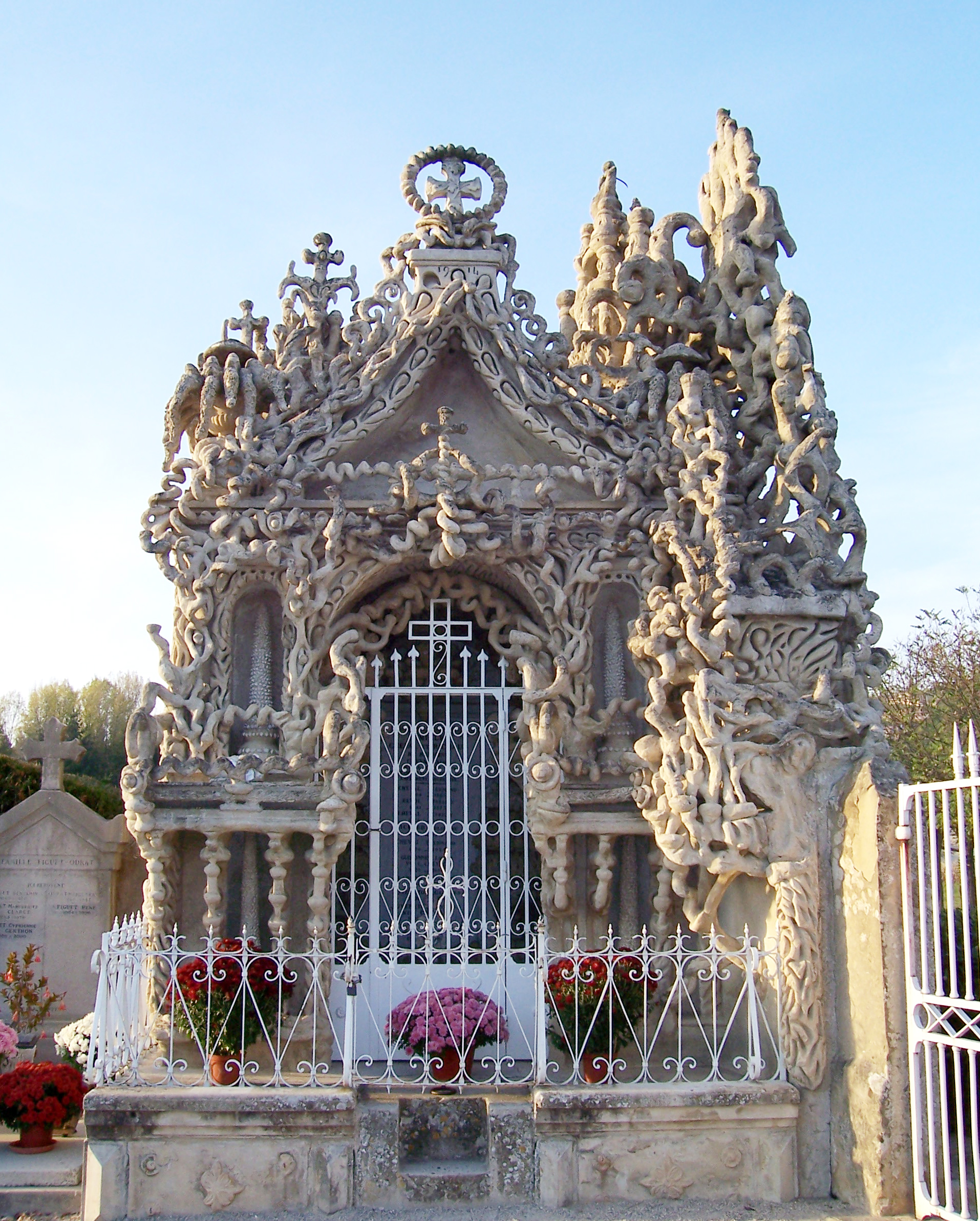
Chevals gravvård
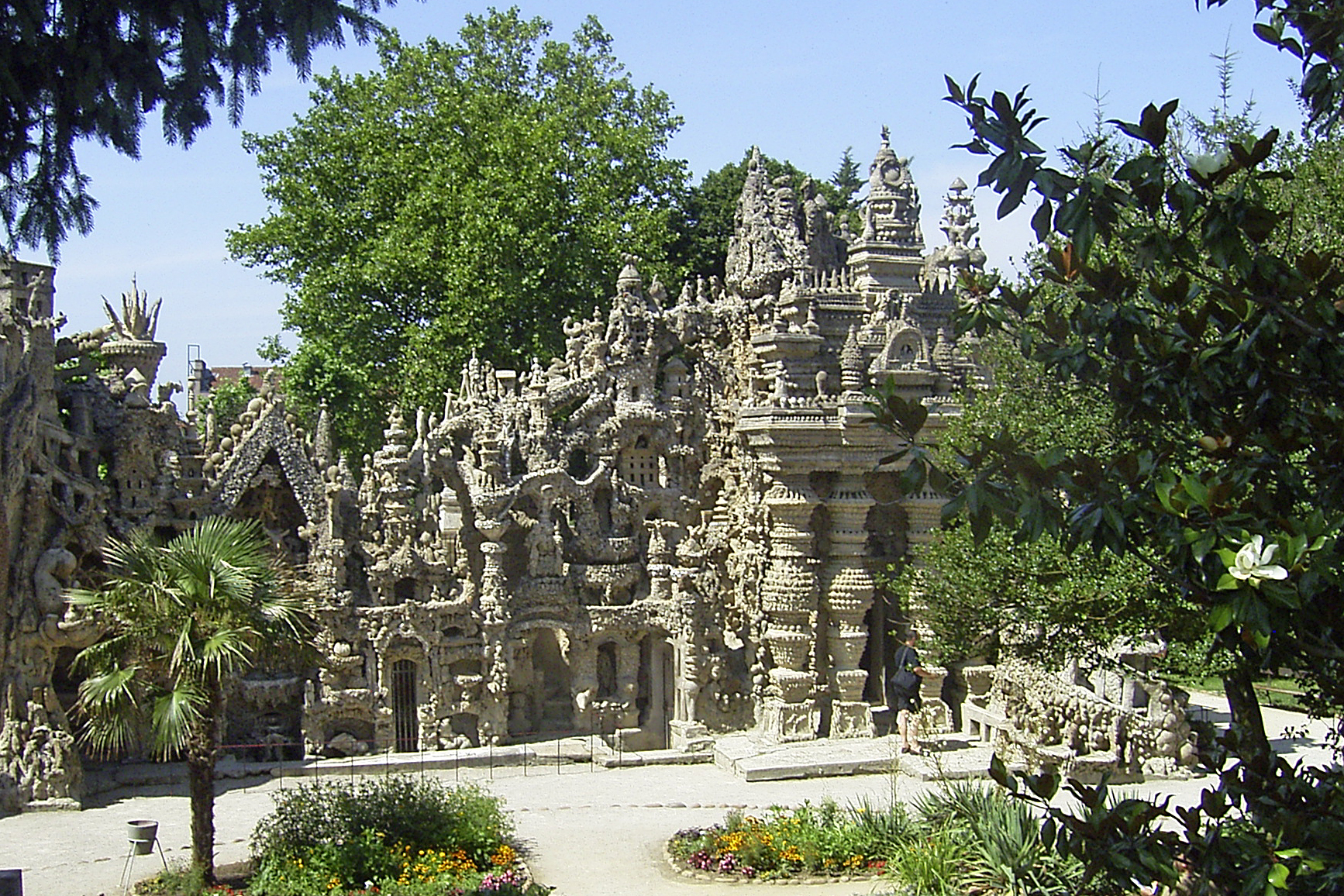
Palais ideal

## Sentida musikalisk hyllning till Cheval
Den svenska rockgruppen Isildurs Bane utgav 1989 en musikalisk hyllning till den palatsbyggande brevbäraren. Den heter Cheval - volonté de rocher. Stycket återfinns också på liveplattan Mind 2 (2001).

#### Franska
- Ferdinand Cheval, André Jean:Le Palais idéal du facteur Cheval à Hauterives, Drôme, autobiographie par Ferdinand Cheval, documents recueillis par André Jean (Grenoble, Impr. générale, 24 p., 1952)
- Jean-Pierre Jouve, Claude Prévost, Clovis Prévost: Le Palais idéal du facteur Cheval, quand le songe devient la réalité, avec, en appendice, un choix de textes du facteur Cheval (1905-1911), (Paris, Éditions du Moniteur, coll. Les Bâtisseurs inspirés, 303 p., 1981)

#### Svenska
- Peter Weiss: Brevbäraren Chevals stora dröm (Rapporter, 1968)
- Thomas Kjellgren: Stenar - burna av drömmar, drömmens bärare (Essä i konsttidskriften Kalejdoskop nr 4 & 5/1978.)
- Gert Nilson: Livskonstnärer och projektmakare (1991, 1999)

### Fotnoter
1. ↑  Tolkad i 19 moderna franska poeter (1948) av Erik Lindegren och Ilmar Laaban. Putsad av Laaban i nr 4 & 5/1978 av konsttidskriften Kalejdoskop.
2. ↑  Friedensreich Hundertwasser - Verschimmelungs - Manifest, 1958. På tyska.